# Adam Yates (ciclist)
Adam Yates (n. 7 august 1992, Bury, Anglia, Regatul Unit) este un ciclist britanic, pe șosea și pe pistă,  și frate geamăn al lui Simon Yates, care evoluează pentru echipa Orica-GreenEDGE.
Cei doi frați nu au vreo legătură de rudenie cu fostul ciclist Simon Yates.

## Palmares
2011
Locul 3 Omnium, Campionatele Naționale pe Pistă
Locul 3 Start în bloc, Campionatele Naționale pe Pistă
2012
Locul 3 Start în bloc, Campionatele Naționale pe Pistă
2013
locul 2 General, Tour de l'Avenir
locul 8 Paris-Troyes
2014
locul 1, General,  Turul Turciei
locul 1 Etapa a 6-a
locul 1 GP Industria & Artigianato di Larcian
locul 1 Clasamentul celui mai bun tânăr Turul San Luis
locul 5 General, Turul Californiei
locul 5 Turul Toscanei
locul 6 General, Criteriul Dauphiné
2015
locul 1  General Turul Poloniei
locul 2 GP Miguel Indurain
locul 3  Campionatele Mondiale pe Șosea 2015 - contratimp pe echipe
locul 1 Clasica San Sebastián
locul 2 General, Turul Albertei
locul 1Clasamentul celui mai bun tânăr
2016
locul 4 General, Turul Yorkshire
locul 6 La Drôme Classic
locul 7 Classic Sud-Ardèche
Clasări în Marile Tururi de-a lungul timpului
| Tur    | 2014 | 2015 |
| ------ | ---- | ---- |
| Italia | -    | -    |
| Franța | -    | 50   |
| Spania | 82   | -    |

R = Retras; ID = În Desfășurare